# Logografska pisava
Najstarejša oblika pisave je bila logografija ali izražanje s podobami, ki so pomenile besede. Sprva so bile te besede omejene na predmete. To je bila piktografija, ki seveda ni bila vezana na jezik, ki ga je govoril avtor podobe; pisavo/podobo je vsakdo bral v svojem jeziku. Na ta način so se na primer sporazumevali Indijanci, čeprav je vsako pleme imelo svoj jezik. Sem lahko uvrščamo tudi sodobne obveščevalne znake, kot so telefon za možnost telefonske zveze ali skodelica za bližino okrepčevalnice.
Iz piktografije, ki je upodabljala le predmete, se je razvila ideografija, ki je začela predstavljati tudi pojme. Risba očesa ni več predstavljala le oko, temveč je lahko pomenila tudi »gledati«. Tako je nastal sumerski klinopis, egipčanski hieroglifi in seveda kitajska pisava. Danes se ideogrami zelo pogosto uporabljajo bodisi v reklamnih sporočilih, kakor tudi v statistiki. Na primer iz sličice desetih oseb na enem avtomobilu ni težko razumeti, da ima v določenem kraju in času avto ena oseba od desetih. Prav tako v algebri znak minus (-) brezpogojno pomeni negativnost.